# 蓋茨角
蓋茨角（英語：Cape Gates）是南極洲的海岬，位於瑪麗伯德地，處於卡尼島西北端，根據美國地質調查局拍攝的空中照片繪入地圖，現時由南極條約體系管理。